# Andreaea lanceolata
Andreaea lanceolata är en bladmossart som beskrevs av Per Karl Hjalmar Dusén och Georg Roth 1910. Andreaea lanceolata ingår i släktet sotmossor, och familjen Andreaeaceae. Inga underarter finns listade i Catalogue of Life.